# Тёрнер, Эрик
Эрик Тёрнер (англ. Eric Turner) — американский певец, поэт-песенник, который в настоящее время проживает в Швеции. Он — ведущий певец в группе Street Fighting Man и является также учителем.

## Образование
Эрик Тёрнер родился в Бостоне, и окончил Boston College High School. Позже он окончил Университет Макгилла, где изучил биохимию. Эрик также опытный визуальный артист. У Эрика есть брат Николас Тёрнер, который живёт в Бостоне, его мать — учительница старшей школы Квинси (Quincy High School).

## Музыкальная карьера
На очередном гастрольном туре английский рэпер Тайни Темпа посетил одну из шведских школ, где встретил Эрика Тёрнера, работавшего там учителем. Тот при виде Тайни выказал удивление, сказав: «Я ваш ярый поклонник». После чего, Тайни пригласил его в хор и на студию для прослушивания. Позже Эрик Тернер появился в сингле Written in the Stars вместе с ним как лучший артист в хоре. Он написал в соавторстве песню, которая достигла номер 1 в чарте синглов Великобритании и Ирландии. Песня также достигла максимума в номер 12 на Billboard Hot 100. Эрик Тёрнер также появился в альбоме Лупе Фиеско Lasers. Эрик Тёрнер также участвовал в песнях «Stereo Sun» и «My Last Try» Тинчи Стридера в альбоме Third Strike. На данный момент Эрик Тёрнер работает учителем математики в школе Internationella Engelska Skolan i Järfälla (сокращенно IESJ), когда бывает в Швеции, и является лидером группы «Street Fighting Man».